# 青柳瑞穂
青柳 瑞穂（あおやぎ みずほ、1899年5月29日 - 1971年12月15日、男性）は、日本の仏文学者、詩人、美術評論家、翻訳家。
骨董品収集・随筆でも著名であった。

## 人物
山梨県西八代郡高田村印沢（現・市川三郷町）にて、四男五女の末子として生まれる。生家はかつて質屋を営んだことがある富裕な地主の旧家だった。幼い頃から書画骨董の詰まった質倉で遊び、骨董に対する鑑賞眼を培った。
1917年に山梨県立甲府中学校（旧制）を卒業後、詩作やフランス語独習に熱中。永井荷風と堀口大學に憧れ、1919年に慶應義塾大学仏文予科に入学。このとき蔵原伸二郎と知り合い、無二の親友となる。1920年、出席時間不足のために留年し、新入生と奥野信太郎と終生の親交を結ぶ。1922年、慶應義塾大学仏文科に入学。在学中にアンリ・ド・レニエの小説を日本語に翻訳し、永井荷風の個人指導を受ける。留年を経て1926年に大学を卒業後、堀口大學の門人として、『パンテオン』『オルフェオン』『セルパン』などに創作詩を発表。やがて詩作から遠ざかり翻訳業に専念。
1937年、杉並区の古道具屋にて、尾形光琳筆の肖像画『中村内蔵之助像』を7円50銭で発掘、大きな話題を呼ぶ。1949年、ジャン＝ジャック・ルソーの『孤独な散歩者の夢想』の翻訳により戸川秋骨賞を受賞。1950年、慶應義塾大学仏文科ならびに同予科の非常勤講師となる。1961年に『ささやかな日本発掘』により第12回読売文学賞受賞。
1971年12月15日、急性肺炎で死去。中央線沿線に住む文士たちの集い「阿佐ヶ谷会」のまとめ役でもあった。

## 家族
- 父・青柳直道 (1857-) ‐ 山梨県高田村（現・市川大門町）の裕福な地主で質屋・青柳幸右衛門の長男で、村会議員、村長、郡書記、県会議員、県職員を務める傍ら高等文官試験にも合格、甲府電力取締役を経て1902年に大日本重石鉱業を設立し社長を務めた[1][2]。
- 兄・青柳幹一 ‐ 大洋織物取締役。直道の長男、東京外国語学校卒、元大阪商品陳列所、大阪瓦斯勤務[3]。妻のヨウ（要）の異母弟に三谷隆正、三谷隆信
- 兄・中沢謙之介 ‐ 高岳製作所取締役[4]。直道の二男で、ホテル談露館の中澤三鶴平の婿養子、東京高等商業学校卒業後、第十五銀行入社[5]、1918年より東電[6]。娘婿に通産省大臣官房審議官の池永光弥、その娘婿に高橋温[7]。
- 姉・春枝 ‐ 文部省督学官・小尾範治の妻[8]
- 妻・とよ ‐ 青柳の浪費癖に苦しめられ「もう疲れてしまった」という書葉を遺して自殺[9]。
- 後妻・壽美 ‐ 飲み屋「ちどり」の女将。連れ子に銀座のバーに勤めるまちこ。[10]
- 孫・青柳いづみこ ‐ 長男の娘。ピアニスト、大阪音楽大学教授。『青柳瑞穂の生涯: 真贋のあわいに』を上梓。

## 著書
- 『睡眠 詩集』（第一書房、今日の詩人叢書） 1931
- 『ささやかな日本発掘』（新潮社） 1960。講談社文芸文庫 1990、電子書籍化 2014
- 『壷のある風景』（日本経済新聞社） 1970
- 『古い物、遠い夢』（新潮社） 1976
- 『青柳瑞穂 骨董のある風景』（青柳いづみこ編、みすず書房、大人の本棚） 2004

### 共著
- 『骨董夜話』（平凡社） 1975

## 翻訳
- 『仇ごころ』（ヴァルリー・ラルボオ、堀口大學共訳、第一書房） 1932
- 『仏蘭西新作家集』（第一書房） 1933
「うららかな日」（ジャック・ド・ラックルテエル）
「眠る彼女を眺めて」（マルセル・プルウスト）
「ミスタア虞」（ポオル・モオラン）
「地上の糧より」（アンドレ・ジイド）
「コンゴ紀行より」（アンドレ・ジイド）
「一夜」（ピエール・マッコラン）
「キャプテン・ソグープのお茶」（ジ・ケッセル）
「ドリイ」（ヴァルリイ・ラルボオ）
「戀の酒場」（フィリップス・ウポオ）
- 『マルドロオルの歌』（ロートレアモン）椎の木社 1933／青磁社 1947／駒井哲郎画 木馬社 1952／講談社文芸文庫 1994
- 『女の学校 / ロベエル』（ジイド、「全集」金星堂） 1934
- 『反逆児』（ジャック・ド・ラクルテル、第一書房） 1936、のち新潮文庫
- 『知性と感性 スタンダールとカザノヴァ』（ステフアン・ツワイク、河出書房） 1938
- 『スエズ運河 スエズの開拓者レセップス』（ジャン・デルベ、第一書房） 1940
- 『ジヤン・バロアの生涯』（マルタン・デュ・ガール、今日の問題社、ノーベル文学賞叢書） 1940
- 『孤独な散歩者の夢想』（ルソー、講談社） 1948、のち新潮文庫（改版）
- 『魔女の恋』（テオフィル・ゴーチェ、新人社） 1948
- 『スタンダール』（ツヴァイク、新潮文庫） 1951
- 『金牛宮』上・下（アンリ・トロワイヤ、新潮文庫） 1952
- 『ピリュウスとシネアス』（シモーヌ・ド・ボーヴォワール、新潮社）1952
- 『不幸な出発』（ジャン・ロッシイ、六興出版社） 1952
- 『マリ・ドナディユ』（シャルル＝ルイ・フィリップ、白水社） 1953
- 『人間について』（ボーヴォワール、新潮文庫） 1955、のち改版 2005
- 『プシケ』（ジュール・ロマン、新潮文庫） 1955
- 『アルゴオルの城』（ジュリアン・グラック、人文書院） 1956、のち新版
- 『クレーヴの奥方』（ラフアイエット夫人、新潮文庫） 1956、のち改版
- 『マノン・レスコー』（アベ・プレヴォー、新潮文庫） 1956、のち改版 2004
- 『種子』（ピエール・ガスカール、講談社） 1957
- 『ある青年の休暇』（アンリ・ド・レニエ、講談社） 1958
- 『列車〇八一』（マルセル・シュオップ、澁澤龍彦共訳、東京創元社、世界恐怖小説全集9） 1959。新編・国書刊行会 2023
- 『シュメール 人類の美術』（アンドレ・パロ、小野山節共訳、新潮社） 1965
- 『友情論』（アベル・ボナール、筑摩叢書） 1966
- 『水都幻談』（アンリ・ド・レニエ、平凡社、世界名詩集16） 1968、のち平凡社ライブラリー 1994
- 『怪奇小説傑作集4 フランス編』（澁澤龍彦共編訳、創元推理文庫） 1969、改版 2006

### ギ・ド・モーパッサン
- 『モーパッサン短編集』（モーパッサン、春陽堂世界名作文庫） 1933、のち新潮文庫（全3巻）、のち改版
- 『目ざめ その他』（モオパッサン、白桃書房） 1946、のち新潮文庫
- 『山の宿 その他』（モオパッサン、白桃書房） 1946、のち新潮文庫
- 『巴里人の日曜日』（モオパッサン、白桃書房） 1947、のち新潮文庫
- 『水の上』（モオパッサン、白桃書房） 1948、のち新潮文庫
- 『脂肪の塊 / テリエ館』（モーパッサン、新潮文庫） 1951、改版 2012ほか
- 『女の一生』（モーパッサン、講談社、世界文学全集） 1968、新版1974、講談社文庫 1971